# 霧宮てん
霧宮 てん（きりみや てん、1992年8月21日 - ）は、日本のタレント。グラビアアイドル、コスプレイヤー。元AV女優。東京都出身。プリモエンターテイメント所属。女優時代の所属事務所はVanquish（現・RERISE PROMOTION）。

## 略歴
祖父がニュージーランド人で本人はクォーターである。
小学校3年の頃からAVを見て育った。高校卒業後、自衛隊に入隊しようとしていたが、喘息のため入隊を拒否されてニートになった。AVデビュー以前の経験人数は7人。
2012年2月にHMJMから「木村つな」名義でAVデビュー。その後約1年で120本のAVに出演した。
つなという芸名は、母親の作るおにぎり（ツナ）が好きだったことから。ただし市販のおにぎり、ツナ自体も好んでおらず、名前にちなんでツナサンドとツナおにぎりが楽屋などに用意されているとイラッときていたという。2017年を境に引退。
引退後は霧宮てんと改名し、コスプレイヤー、グラビア、ファッションモデルなどマルチに活躍。コスプレに関しては自虐的に「着ただけレイヤー」と名乗っている。2019年12月には女性向け週刊誌「anan」（マガジンハウス）の誌面に登場。2022年11月に、プリモエンターテイメントと業務提携契約を締結。その後2023年7月に所属契約締結を発表。

## 人物
- ウィンクが出来ない。体は堅い[14]。
- フェレットを飼っている。ポメラニアンを5匹飼う。
- 初体験は14歳。相手も童貞でお互い知識がなく、挿入の際には相手の皮が破れ流血した[15]。

## 作品

### アダルトビデオ
- ハニカミ…デビュー18歳…木村つな（2月25日、HMJM）
- つな 149cm いけない天使。（3月1日、ミニマム）
- 近親相姦 父親が思春期の娘に電流折檻! 電流拘束された娘をオヤジ仲間と集団陵辱レイプ!!（3月8日、GARCON）他出演:来栖ひなた、神谷つくし
- この指でベロチュウしながらシゴいてあげる（3月15日、ワープエンタテインメント）他出演:結城みさ、さとう遥希、水嶋あずみ、友田彩也香、朝香美羽、宮瀬リコ、京野ななか、悠月舞、星川なつ、橘ひなた、秋吉ひな
- 秘密の桃尻（3月15日、ワープエンタテインメント）
- YOUNG & HIP（3月31日、MARRION）
- 制服美少女と性交（4月6日、ドリームチケット）
- 淫交尻娘 9 〜エロ尻娘のドスケベ補習〜（4月7日、デジタルアーク）
- ちびっ娘潜入捜査官（4月21日、SODクリエイト）
- お茶の間痴漢 2 敏感娘の感じやすいカラダをいやらしく這い回る義父と義兄の手（4月21日、ヒビノ）
- 拝啓、お兄ちゃん。（5月1日、ワンズファクトリー）
- 悶絶初アクメと中出しの記録 23（5月1日、プラネットプラス）
- 女子●●生 拉致監禁 No.21 つな 未発達の幼い躯にドロドロの液体が注ぎ込まれる（5月1日、ローグプラネット）
- INSTANT LOVE 41（5月4日、クリスタル映像）
- 白く汚れる優等生（5月4日、ワープエンタテインメント）
- 妹と一緒にお風呂に入る兄のイタズラ映像（5月11日、I.B.WORKS）他出演:鈴木鈴、松下ひかり
- 猫耳美少女 現役メイドさんの初撮りエッチ（5月7日、Be Free）
- のどか（5月13日、無垢） ※「のどか」名義
- お、終ったら帰してあげるからね･･･。 〜アキバ系オタクによる美少女輪姦〜（5月18日、虎堂）
- 朝から晩まで潮吹きざんまい つな18歳（5月19日、乱丸）
- 少女の部屋に潜む獣 1（5月22日、MAD）
- 変質ロリ娘とのタブーSEX・つな（5月25日、オーロラプロジェクト）
- 貧乳の妹に中出し近親相姦（6月8日、I.B.WORKS）他出演:松下ひかり、鈴木鈴
- ひやけあと（6月13日、MOODYZ）
- 名家のお嬢様! つなちゃんはドスケベ変態の魔法使い!（6月19日、極ロリCLUB）
- キセカエガング 敏感むっちり愛玩少女 つな（6月20日、ユープランニング）
- 幼稚な誘惑（6月22日、宇宙企画）
- 完全ガチ交渉! 街で噂の、ウブな看板娘を狙え! Volume 09 in赤坂（6月22日、プレステージ）他出演:小林るな、大倉彩音、知世奏、初井かのん
- 中出し淫行 02（6月22日、フルセイル）
- ケモノたちの宴〜うたげ〜 お嬢様媚薬調教･･･騙され媚薬を飲まされ、淫女のM性を強制覚醒させられる無垢な美少女令嬢･･･。（6月25日、オーロラ・プロジェクト）
- 中出し限定ロリソープランド（7月1日、MOODYZ）
- 私達、仕事帰りに乱交をしてしまいました。（7月1日、ズッコン/バッコン）他出演:愛内希、星川なつ ほか
- 超高級未成年「二輪車」ソープ嬢（7月5日、SODクリエイト） 共演:宇佐美なな
- 口だけでイカす! 手を使わない極上フェラチオ!!（7月15日、ワンズファクトリー） 他出演:愛花沙也、青木美空、永沢まおみ、武井麻希、椎名ゆな、さとう遥希、春日野結衣、河西ちなみ、山本美和子
- 有名女優の洗ってない臭〜いチ○ポをしゃぶってくれますか/（7月19日、V&Rプロダクツ）共演:森ななこ、雨宮琴音、綾瀬じゅり、前田陽菜、瀬名あゆむ、春希ゆきの、京野ななか
- 青春!ブルマー 9（7月19日、ミル）
- 肉壷堕ち 軽音部（7月25日、ラマ）「つな」名義
- 性奴隷中出し10連発（7月27日、ケイ・エム・プロデュース）
- 「タイトで!!Hipな!!ジョークと!!ムードで!!木村つな。」（7月31日、MARRION）
- お兄ちゃんとフェラチオ好きなメガネ妹（8月1日、ワンズファクトリー）共演:北川瞳、宇佐美なな、他
- 発禁寸前!未体験 丸見え映像 〜三人のおねだり女子校生〜（8月3日、グレイズ）共演:早瀬ありす、大槻ひびき
- 黒髪少女兄妹近親美尻画報（8月3日、NON）
- 集団少女凌辱 中出しの儀式（8月9日、SODクリエイト）共演:松下ひかり、愛葉みう、京野ななか、小倉さとみ、南条みか
- 精飲肉便器にされた女子校生（8月13日、マルクス兄弟）
- 女の子だけの自宅・自画撮りオナニー フルーツバスケット（8月19日、ドグマ）
- 美少女即ハメ白書 03（8月21日、プレステージ）共演:藤原ひとみ、夏川未来、平原心
- ケータイに夢中な女子校生は挿入されても気づかない（8月23日、ROCKET）共演:芹沢つむぎ
- 派遣メイド家政婦さんにイヤらしい事いっぱいさせました!（8月24日、サムシング）「 つな」名義
- カブトムシに触るのなんか平気だよ。（8月24日、バルタン）
- 愛人撮って! 5本目（9月1日、プレステージ）
- オトウサンといっしょ 145cmつなちゃん、●才。小さなアイドル志願の近親相姦中出し記録 05（9月13日、HERO）
- 生強姦ザーメン真正中出し 3 （監禁凌辱されて中出しされた女子校生つな）（9月13日、ハヤブサ）
- 〜少女の美尻〜（9月20日、ユープランニング）
- チン見手コキ 〜フル勃起のチ●ポを激見されながらイカせて〜（9月21日、SEX Agent）
- 日本の女性器 大図鑑 VOL.3（9月21日、グレイズ）Blu-ray版
- ロリ専科 キミだけに語りかけ!ロリっ娘20人!オマ●コぴちゃぴちゃ指入れ自画撮りオナニー4時間DX vol.01（9月21日、グレイズ）共演:松下ひかり、美咲あすみ、くるめまゆ、玉川ルル、大石美咲、鮎川千里、芹沢つむぎ、春日野結衣、ささき愛沙
- 生ハメ!!ザーメン中出しができる!!メンズエステ店 完全真正ザーメン中出し（9月25日、ハヤブサ）共演:すずきりりか、遥めぐみ、夏希アンジュ
- 虐げられた男の復讐 女子校生『中出しレイプ』（9月25日、サイドビー）
- ロッカー開けたら、中でイジメられっ娘がハァハァしていた（9月28日、EROTICA）
- 「女の口は嘘をつく。」 雌女ANTHOLOGY ＃110（10月5日、アウダースジャパン）
- ロリ専科 美少女真正中出し（10月5日、グレイズ）
- パイパン解禁ごっくん20発 真性ザーメン中毒淫乱少女が今までパイパンにしなかった本当の理由（10月6日、V&Rプロダクツ）
- 教師と生徒の逆転関係!禁断レズ学園 セカンドシーズン Vol.2（10月6日、ディープス）共演:杏子ゆう、小出遥
- ご奉仕手こき 近親編 妹に姉に嫁に手こきしてもらってザーメンを出しちゃいました（10月13日、ハヤブサ）共演:長澤あずさ、大堀香奈、宇佐美なな、秋本ゆいか、南ちえり、結野しほり、中山エリス、結城みさ、藤原ひとみ、篠田ゆう、夏希アンジュ、辻井美穂、京野ななか、田中志乃、松井めぐみ
- いもうとメイド ボクの萌え妄想（10月13日、レッド）
- いもうとLOVEプラス 38（10月15日、ケー・トライブ）
- 白目剥き出しメガ挿し黒人FUCK 木村つな 巨大チ○ポ初挿入!黒汁集団ぶっかけ! 連続ごっくん!大量中出しアクメ（10月18日、ナチュラルハイ）
- 女子校生15人オマ○コ指入れぴちゃぴちゃ自画撮りオナニー vol.8（10月20日、プリモ）他出演:窪田みちる、水守悠、上原亜衣、美月あや、くるめまゆ、月本衣織、小倉ゆり、宮崎美冬、桐原さとみ、桜いちか、七咲楓花、水嶋あい、源すず ほか
- いやらしいフェラと凄い手こきで2連発!!発射!!（10月25日、ハヤブサ）共演:宇佐美なな、夏希アンジュ、結城みさ、風間ゆみ、遥めぐみ、川上ゆう、友田彩也香、桜りお、小倉もも、辻井美穂、初美沙希、原望美、間宮ココ
- 二人きりの夏休み（11月1日、S-Cute）
- 制服美少女の手淫（11月9日、ドリームチケット）共演立花くるみ、はるか真菜、鈴木凛々、森絵利佳、白鳥あすか、ももかさくら、宇佐美なな、松下ひかり
- 大人しい地味子に中出し 8（11月15日、ケー・トライブ）
- さきっぽフェラ 2（11月16日、SEX Agent）共演:美泉咲、沢木澪、百瀬乃々花、岩佐あゆみ
- まったく、成長しないヤツと思っていた妹が、思いの外、チ○ポの扱いが上手かった件と普段はそんなに精子の量が出ない僕が大量に射精してしまったワケ。（11月23日、NON）共演:長谷川ゆり、美鈴リリカ、夏目優希、南ほのか、大塚まゆ
- ハートキャプターさくや（11月25日、CMP）
- パイパン純情 JK（12月7日、クリスタル映像）

- 思春期「約束」（1月1日、S-Cute）
- 公然体罰（1月1日、中嶋興業）
- イッたら出ちゃう女たちの失禁オナニー（1月5日、OFFICE K’S）他出演：小滝みい菜、松下ひかり、友田彩也香、水澤まお、森絵利佳
- あまりにも可愛い（姪っ子、上司の娘）をこっそり持ち帰り、エッチな娘に育てました。（1月10日、V&Rプロダクツ）他出演：初芽里奈
- 美少女調教 ダンボール箱に監禁された女子校生つな（1月11日、クリスタル映像）
- ぜーんぶ生ハメ 真正中出し（1月13日、ハヤブサ）
- 拘束椅子トランス（1月19日、ドグマ）
- 純真無毛レズビアン 01（1月19日、DOT）共演：ももは
- 黒き魔装の誘惑4　邪淫に堕ちた聖なる花（1月25日）
- 真正中出し！木村つな（1月31日、モブスターズ）
- 鬼畜父 2 ～生意気なニーソックス貧乳娘～（2月8日、I.B.WORKS）
- やさしい同級生の性教育（2月22日、ケーエムプロデュース）共演：さとう遥希、つぼみ
- はにかみ中出しロリ娘 木村つな（3月13日、CREAM PIE）
- S-Cute Girls 愛内希 木村つな このは（4月1日、S-Cute）共演:愛内希、このは
- JK文化祭模擬店・ちら見せオナサポ喫茶V（4月25日、アロマ企画）他出演：このは、早乙女らぶ、茉莉もも、月丘雅、源すず、桜いちか、木崎実花
- 完全主観！もしも淫語が義務教育で、少女たちがド下品な言葉を話したら（5月9日、アイエナジー）共演：月嶋ありす、沙藤ユリ
- 究極の中出し近親相姦企画 最愛の息子に伝えたい… 妊娠させるための性教育 4（5月9日、ディープス）共演：秋野千尋
- パイパンマジックX 話題の激萌ロ●ータ編（5月13日、CREAM PIE）
- 全身くすぐり体罰（5月19日、ドグマ）
- 黒髪女子校生 5（5月25日、ビックモーカル）他出演：みなみ愛梨、鈴木鈴
- 先生に毎日呼び出されて精子飲まされてます（7月1日、中嶋興業）
- ゆりろり。 木村つな×南梨央奈（8月19日、レズれ！）共演：南梨奈央
- 男魂快楽地獄責め ～戦慄のマルチプル・オーガズム研究所～ 第十二巻 木村つな（9月1日、MOTHERS ENTERTAINMENT PICTURES）
- 性愛【10】 木村つな（10月1日、FAプロ）
- kawaii*×E-BODY×kira☆kira×Madonna×ATTACKERS 5メーカーコラボ作品第3弾！秘湯 淫華温泉 媚薬に溺れる女学生（10月25日、kawaii）共演：尾上若葉、愛須心亜、葵こはる、安土結
- アナタ目線で木村つなを犯してみませんか？（11月7日、PREMIUM）
- 教え子パイパン奴隷（12月15日、MARRION）
- 中出し・ごっくん・スペレズ制服美少女（12月25日、本中）
- 俺の黒○がこんなに可愛いわけがない。 HD 4時間（12月27日、TMA）他出演：つぼみ、上原亜衣、早乙女らぶ

- 小便生徒会長（6月20日、OFFICE K’S）
- 親族レズビアン わたしの叔母さん（7月13日、VENUS）共演：結城みさ
- 小便バニーガールパーティ（7月18日、OFFICE K’S）共演：篠めぐみ、桃宮もも、中山美優、沙藤ユリ、桜瀬奈、夏目優希
- 宇宙捜査官アリス（11月25日、特撮連合）
- 百合縛～少女達が目覚めた世界～（12月13日、U&K）共演：百田まゆか
- ぶっかけ中出しアナルFUCK！（12月13日、ムーディーズ）
- ナマコスセーラー戦士登場（12月14日、トルネードピクチャー）
- おねだりディルドオナニー（12月25日、アロマ企画）他出演：工藤美紗、白咲碧、黒澤エレン、小川美緒、山口二菜
- ロリ悪羅クィーン 4射精×1本番×2ガチアナル×無限大∞聖水男潮（12月25日、M男パラダイス）

- 喰い込み少女股間責め 3（1月1日、中嶋興業）
- 現役女王様 性処理ペットの開発 レズSM（1月7日、MEGAMI）共演：千代子
- 淫縛媚薬エクスタシー（3月27日、ケイ・エム・プロデュース）
- 家族の目を盗んで父親は娘を性教育する （5月19日、禁断の果実）
- 奴隷ROOM room:05（6月10日、MAD）共演：市島亜美
- 素敵なカノジョ 木村つな つるぺたパイパン美少女の制服はれんち拘束せっくす（10月13日、BACK DROP）
- SUPER JUICY SHIJIMI 蜆 ～純真美少女拷問絵巻～（10月25日、Baby Entertainment）

- いじめっ娘JKの杭打ち騎乗位中出し（6月1日、ワンズファクトリー）
- 超極上の脱糞解禁（6月25日、OPERA）共演：鮎原いつき
- 女子校生 引き裂きアナル拷姦（7月1日、ヴィ）
- ロリ専科 木村つな絶対攻略4時間（8月1日、GLAY'Z）
- 初スカトロ解禁！！コスプレイヤー 監禁スカトロ凌辱（8月25日、OPERA）
- 見られたがりJKの快感まんチラ誘惑（10月1日、ムーディーズ）
- 超極上の拘束レズスカ調教（10月25日、OPERA）共演：葵紫穂
- ふたりはライバル キャラかぶりJKの対抗心バリバリち○ぽ奪い合い逆3P学園生活 （11月1日、ムーディーズ）共演：あず希

- お姉ちゃんのリアル性教育（1月5日、グローリークエスト）
- 濡れてテカってピッタリ密着 神スク水 7 新型スク水型番a○enaフリーバックIIA○N-1○5W×つな（1月6日、親父の個撮）
- 神ブルマ 13 マジックミラー号の中で、自慢のデカ尻娘にブルマ着たまま真正中出し！ 木村つな（4月6日、親父の個撮）

### イメージVR
- 【VR】Pt1 着エロの神さま 霧宮てん（2019年3月8日、Mixing）
- 【VR】着エロの神さま 霧宮てん Pt2（2019年5月3日、Mixing）
- 【VR】Fiore 霧宮てんがぼくの飼い猫だったら（2021年6月8日、Fiore）
- 【VR】仮にゲームの中のキミが目の前に現れたとしたら 霧宮てん（2021年10月8日、ファンタスティカ）
- 【VR】浴衣姿のキミに想うコト 霧宮てん（2021年10月29日、ファンタスティカ）
- 【VR】Fiore 霧宮てんが僕を好きな後輩だったら（2021年11月10日、Fiore）

## 出演

### テレビドラマ
- 牙狼-GARO- -魔戒ノ花-　（2014年5月30日、テレビ東京系） ‐ ヨウ（リザリーの犠牲者・分身）役

### オリジナルビデオ
- 絶対に下着がみえない拾い方の研究と考察（2012年9月19日、ポニーキャニオン）共演：野中あんり